# All Saints (serie de televisión)
All Saints: Medical Response Unit  (en español: Todos Los Santos: Unidad de Respuesta Médica) es una serie televisiva de drama australiana, ganadora de los premios Logie. 
El programa debutó el 24 de febrero de 1998 en la cadena Seven Network y ha sido una de las series con más alto índice de audiencia en Australia; también ha alcanzado una alta popularidad en países extranjeros como el Reino Unido, Irlanda e Irán. 
La serie está ambientada en el All Saints Western General Hospital, un hospital en los suburbios de Sídney. 
Sus historias se centraron en el personal del Ward 17, también conocido como "The Garbage Ward", dirigido por la Gerente de la Unidad de Enfermería Terri Sullivan.
En el 2004, los productores drásticamente cambiaron el enfoque de la serie, centrándose en el Departamento de Emergencia "ED" dirigido por el Doctor Frank Campion. Un nuevo set se estableció, algunos caracteres se fueron y se introdujeron a nuevos personajes. Con este cambio la serie se centró más en la vida de los médicos y enfermeras.
En el 2009, se introdujo la Unidad de Respuestas Médica, la cual incluye un helicóptero que ofrece ayuda a los médicos y trae pacientes al Departamento de Emergencias. 
All Saints fue creado por Di Drew y ha contado con la participación de actores invitados como John Noble, Eric Bana, Samantha Noble, Jay Laga'aia, Bruce Spence, Chris Vance, Luke Ford, Roy Billing, Viva Bianca, Damian de Montemas, Angus McLaren, Bridie Carter, Simmone Jade Mackinnon, John Jarratt, Sam Healy, Fletcher Humphrys, Marshall Napier, Anthony Hayes, Linda Cropper, Conrad Coleby, Brett Climo, Travis McMahon, Marta Dusseldorp, Kathryn Hartman, Brittany Byrnes, Eliza Taylor-Cotter, entre otros...
El 9 de julio de 2009, la cadena Seven Network anunció que el último episodio de la serie saldría al aire el 27 de octubre de 2009.

## Historia
Todo comienza en el Ward 17 del "All Saints Western General Hospital" un hospital en Sídney; donde se muestra como la enfermera Terri Sullivan y su personal deben enfrentarse todos los días a desgarradoras historias y casos dentro y fuera del hospital. El personal se presenta ante una gran variedad de casos, por lo que tanto enfermeras como médicos siempre deben estar preparados y ser los mejores; ambos deben mostrar autoridad y tomar decisiones críticas ante situaciones peligrosas o complicadas. El grupo muestra una personalidad fuerte y especial al enfrentarse con las demandas y necesidades de cada uno de sus pacientes, veremos cómo luchan con sus emociones y como se desenvuelven en sus relaciones. 
Después de enfrentarse a nacimientos, muertes y despedidas; una nueva era comienza en el Departamento de Emergencias, ahora bajo el mando de Frank Campion, quien con la ayuda de un nuevo equipo de doctores y enfermeras; deberán dar lo mejor para salvar la vida de compañeros y pacientes; al mismo tiempo deberán mantener a flote la unidad. Nuevos personajes se unirán; nuevas amistades y relaciones se crearán y nuevas situaciones de vida o muerte se presentarán; ante esto el equipo deberá mantenerse unido y comenzarán a demostrar sus puntos más fuertes.
- Ward 17 (1998 - 2004).:

La serie comenzó en el hospital ficticio "All Saints Western General Hospital" en Sídney. Sus historias se centraron inicialmente en el personal del Ward 17, conocido también como "garbage ward" dirigido por la gerente de la Unidad de Enfermería Terri Sullivan. La sala cerró el 2 de abril de 2004 y los médicos y algunas enfermeras se trasladaron al Departamento de Emergencia "ED".
- Departamento de Emergencia "ED" (2004 - 2008).:

En abril de 2004 los productores cambiaron drásticamente la atención de Ward 17 al Departamento de Emergencia, dirigido por Frank Campion. Algunos personajes se fueron y un nuevo grupo de doctores y enfermeras se unieron. Ahora la serie se centraba más en la vida de los doctores y enfermeras.
- Departamento de Emergencia "ED" y Unidad de Respuesta Médica "MRU" (2009).:

En febrero del 2009, se introdujo a la serie la Unidad de Respuestas Médicas, que incluía un helicóptero que ofrecía ayuda a los médicos en los rescates y llevaba a los pacientes al Western General Hospital. La serie terminó el 27 de octubre con el equipo de ED y el MRU despidiendo a Von Ryan, con una cena en su último día en All Saints.

## Personajes
| Actor            | Personaje                   | Posición                                    | N.º de episodios | Temporadas                            |
| ---------------- | --------------------------- | ------------------------------------------- | ---------------- | ------------------------------------- |
| John Howard      | Dr. Frank Campion           | Director de Medicina de Emergencias         | 231              | 7, 8, 9, 10, 11, 12                   |
| Tammy MacIntosh  | Dra. Charlotte Beaumont     | Segunda al Mando de Medicina de Emergencias | 288              | 5, 6, 7, 8, 9, 10, 11, 12             |
| Andrew Supanz    | Dr. Bartholomew "Bart" West | Residente de Emergencia                     | 137              | 9, 10, 11, 12                         |
| Kip Gamblin      | Dr. Adam Rossi              | Residente de Emergencia                     | 42               | 11, 12                                |
| Jonathan Wood    | Dr. Elliott Parker          | Residente de Emergencia                     | 9                | 12                                    |
| Virginia Gay     | Gabrielle Jaeger            | Directora de la Unidad de Enfermería (NUM)  | 138              | 9, 10, 11, 12                         |
| Ella Scott Lynch | Claire Anderson             | Enfermera                                   | 42               | 11, 12                                |
| Alix Bidstrup    | Amy Fielding                | Enfermera                                   | 48               | 11, 12                                |
| Judith McGrath   | Yvonne "Von" Ryan           | Enfermera de Enlace con el Paciente         | 489              | 1, 2, 3, 4, 5, 6, 7, 8, 9, 10, 11, 12 |
| John Waters      | Dr. Miklos "Mike" Vlasek    | Director del MRU - Cirujano                 | 123              | 9, 10, 11, 12                         |
| Jack Campbell    | Dr. Steven Taylor           | Paramédico del MRU                          | 90               | 10, 11, 12                            |
| Mirrah Foulkes   | Jo Mathieson                | Paramédica del MRU                          | 37               | 12                                    |

     21C - Segundo a cargo.

### Personajes recurrentes
| Actor          | Personaje     | Trabajo   | Episodios | Temporadas       |
| -------------- | ------------- | --------- | --------- | ---------------- |
| Celeste Barber | Bree Matthews | Enfermera | 88        | 8, 9, 10, 11, 12 |

### Miembros del elenco fallecidos
La actriz Belinda Emmett quien interpretó a Jodi Horner murió de cáncer el 11 de noviembre de 2006 en el Hospital St. Vincent en Sídney y el actor Mark Priestley quien interpretó a Dan Goldman murió el 27 de agosto de 2008.
A ambos se les dedicaron episodios en All Saints. A Emmett se le dedicó el episodio "Love & Hate", de la 9ª temporada, y a Priestley se le dedicó el episodio "Echoes", de la 11.ª temporada.

## Episodios
Lista de episodios de All Saints
El drama médico All Saints comenzó a transmitir episodios desde el 24 de febrero de 1998 y su último episodio será transmitido el 27 de octubre de 2009. 
La serie contó con un total de 12 temporadas.

## Premios
Lista de premios de All Saints
All Saints ha recibido numerosas nominaciones para los premios Logie (en las categorías de actores populares y en la de actores sobresalientes), también ha sido nominada en múltiples ocasiones a los premios AFI de la Australian Film Institute y han ganado dos veces por "mejor episodio de una serie de televisión".
En abril de 2009 el actor Mark Priestley fue recompensado por su actuación en All Saints, con una nominación después de su muerte a los premios logie en la categoría "Most Popular Male Actor on Television".

## Producción

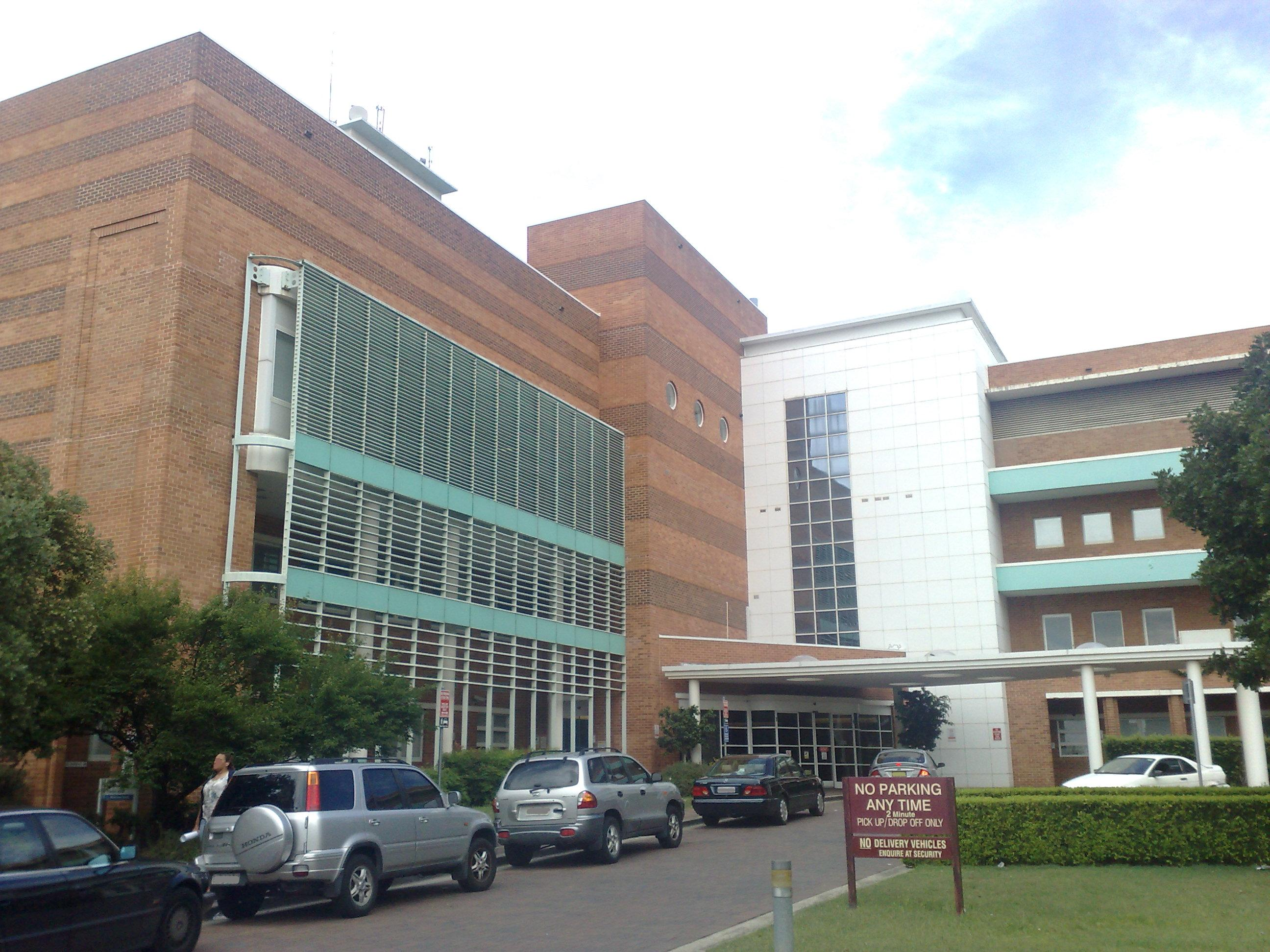
Concord Repatriation General Hospital, en donde se grabo "All Saints"

Las vistas desde el cielo y del hospital se filmaron en el Concord Repatriation General Hospital. También el Hospital Hornsby Ku-ring-gai de Sídney fue usado para filmar algunos exteriores y lugares en el interior. 
En él 2004 la audiencia bajo, tras la salida del Dr. Mitch Stevens personaje interpretado por el actor Erik Thomson; debido a esto los productores decidieron cambiar el enfoque de la serie de Ward 17 al departamento de emergencia ("ED") de All Saints Western General Hospital. Estos cambios aparecieron por primera vez en abril del 2004. Esto permitió a los escritores y productores crear y explorar nuevas historias, además de introducir a nuevos personajes. El programa se enfocó más en la vida de las enfermeras y de los médicos.
Cuatro miembros del reparto también salieron de la serie; entre ellos Jenni Baird quien interpretaba a la enfermera Paula Morgan, Martin Lynes quien interpretaba al Dr. Luke Forlano, Fletcher Humphrys, quien interpretó al paramédico Alex Kearns y Henry Nixon quien dio vida al enfermero Sterlo McCormack.
El actor John Howard, fue uno de los nuevos rostros que entraron al programa, Howard interpreta al director del departamento de emergencia Frank Campion; Wil Traval también se unió a la serie. Estos cambios fueron un éxito y el índice de audiencia aumento considerablemente
En 2009 la Unidad de Respuesta Médica "MRU" (en inglés the Medical Response Unit), fue introducida. La Unidad cuenta con un helicóptero y una cuatro ruedas, la cual va donde las ambulancias no puedan llegar. El Departamento de Emergencias es todavía una parte fundamental de la serie y las escenas están combinadas con el MRU. La unidad de respuesta médica también lleva a pacientes al ED para ser atendidos.
All Saints fue el drama médico más largo en Australia y el tercer drama más largo después de las series Blue Heelers y Homicide.
La cadena Seven Network anunció que la serie terminaría en agosto del 2009.
El último episodio fue filmado el 26 de agosto de 2009 y saldría al aire el 27 de octubre de ese mismo año. La serie transmitió un total de 493 episodios.
En el último episodio vimos a Von en su último día en el Hospital All Saints Western General y como el Departamento de Emergencia "ED" y la Unidad de Respuesta Médica "MRU" se unieron para despedirse de ella en una cena sorpresa. La última escena de la serie terminó con todos sentados en la mesa del restaurante y Von diciendo unas últimas palabras: "Quiero darle las gracias a todos ustedes por su lealtad, apoyo y amor. All Saints ha sido una parte importante en mi vida .... por nosotros".
All Saints fue el drama médico más largo en Australia y el tercer drama más largo después de las series Blue Heelers y Homicide.